# MS Norman Atlantic
MS Norman Atlantic var en passagerarfärja. Den 28 december 2014 utbröt en brand ombord, när fartyget befann sig vid Otrantosundet i Adriatiska havet. 18 personer har bekräftats omkommit i olyckan.

### Fotnoter
1. ↑  ”The Maritime Executive”. Arkiverad från originalet den 27 oktober 2016. https://web.archive.org/web/20161027194635/http://www.maritime-executive.com/article/interferry-reviews-fire-safety-lessons. Läst 27 oktober 2016.